# Fjord FSTR
Die Fjord FSTR ist eine als Katamaran gebaute Schnellfähre der norwegischen Reederei Fjord Line, die seit 2021 zwischen Hirtshals im Norden Dänemarks und Kristiansand im Süden Norwegens verkehrt.

## Geschichte
Im Sommer 2017 erteilte Fjord Line der australischen Werft Austal den Auftrag zum Bau einer neuen Hochgeschwindigkeitsfähre für die Fährverbindung von Hirtshals nach Kristiansand. Das neue Schiff sollte die bisher auf dieser Route eingesetzte, deutlich kleinere Fjord Cat ersetzen und zudem höhere Passagier- und Fahrzeugkapazitäten auf der Route durch das Skagerrak bieten. Gebaut wurde die Fjord FSTR auf einer zu Austal gehörenden Werft in Balamban auf den Philippinen. Geplant war, das neue Schiff im Laufe des Jahres 2020 einzusetzen.
Im Februar 2020 erfolgte der Stapellauf und daran anschließend Erprobungsfahrten in philippinischen Gewässern. Die für Sommer 2020 geplante Abnahme des Schiffes durch den Auftraggeber verzögerte sich aufgrund der weltweiten COVID-19-Pandemie. Am 26. Februar 2021 übernahm Fjord Line das Schiff von der Bauwerft. Wenige Tage später, am 7. März 2021, begann die Überführungsfahrt nach Europa. Eine 11-köpfige Crew überführte das Schiff über Sri Lanka, den Suezkanal, Valetta, Gibraltar und durch den Ärmelkanal. Es kam zu einer Verzögerung von etwa einer Woche, da vor Sues die Bergung des Containerschiffes Ever Given, das den Suezkanal blockierte, abgewartet werden musste. Am 11. April 2021 erreichte die Fjord FSTR ihren Heimathafen Hirtshals.

## Einsatz
Das Schiff bedient die Route über das Skagerrak vom dänischen Hafen Hirtshals an der Nordspitze Jütlands ins norwegische Kristiansand. Da das Vorgängerschiff vor dem Hintergrund des ursprünglichen Abliefertermins der Fjord FSTR an die deutsche Reederei FRS verkauft worden war und seit Herbst 2020 auf der Route zwischen Sassnitz und Ystad eingesetzt wird, wurde die Verbindung Hirtshals – Kristiansand von August 2020 bis zur Indienststellung der Fjord FSTR mangels Schiff eingestellt.
In der Hauptsaison werden täglich zwei Fahrten je Richtung angeboten (morgens und nachmittags ab Kristiansand, mittags und abends ab Hirtshals), in der Nebensaison in der Regel nur eine (morgens ab Kristiansand, abends zurück). Von November bis März sind keine Abfahrten vorgesehen.

## Kapazität und Ausstattung
Mit einer Kapazität von 1200 Passagieren und bis zu 404 PKW verfügt die Fjord FSTR über eine deutlich höhere Kapazität als ihre Vorgängerin, die Fjord Cat (676 Passagiere und max. 200 PKW). Zudem stehen auf dem neuen Schiff mehr Flächen für Gastronomie und Duty-Free-Verkauf zur Verfügung.
Die Höchstgeschwindigkeit von 37 Knoten liegt zwar unter der des Vorgängerschiffs (44 Knoten), die Überfahrt soll jedoch nach wie vor in 2¼ Stunden bewältigt werden.

## Namensgebung
Der Name Fjord FSTR ergibt sich aus dem Präfix Fjord als Verweis auf die Reederei Fjord Line sowie aus dem Begriff FSTR. Dieser stellt eine Abkürzung des englischen Wortes faster (deutsch: schneller) dar.